# Dorfkirche Grabo (Straach)

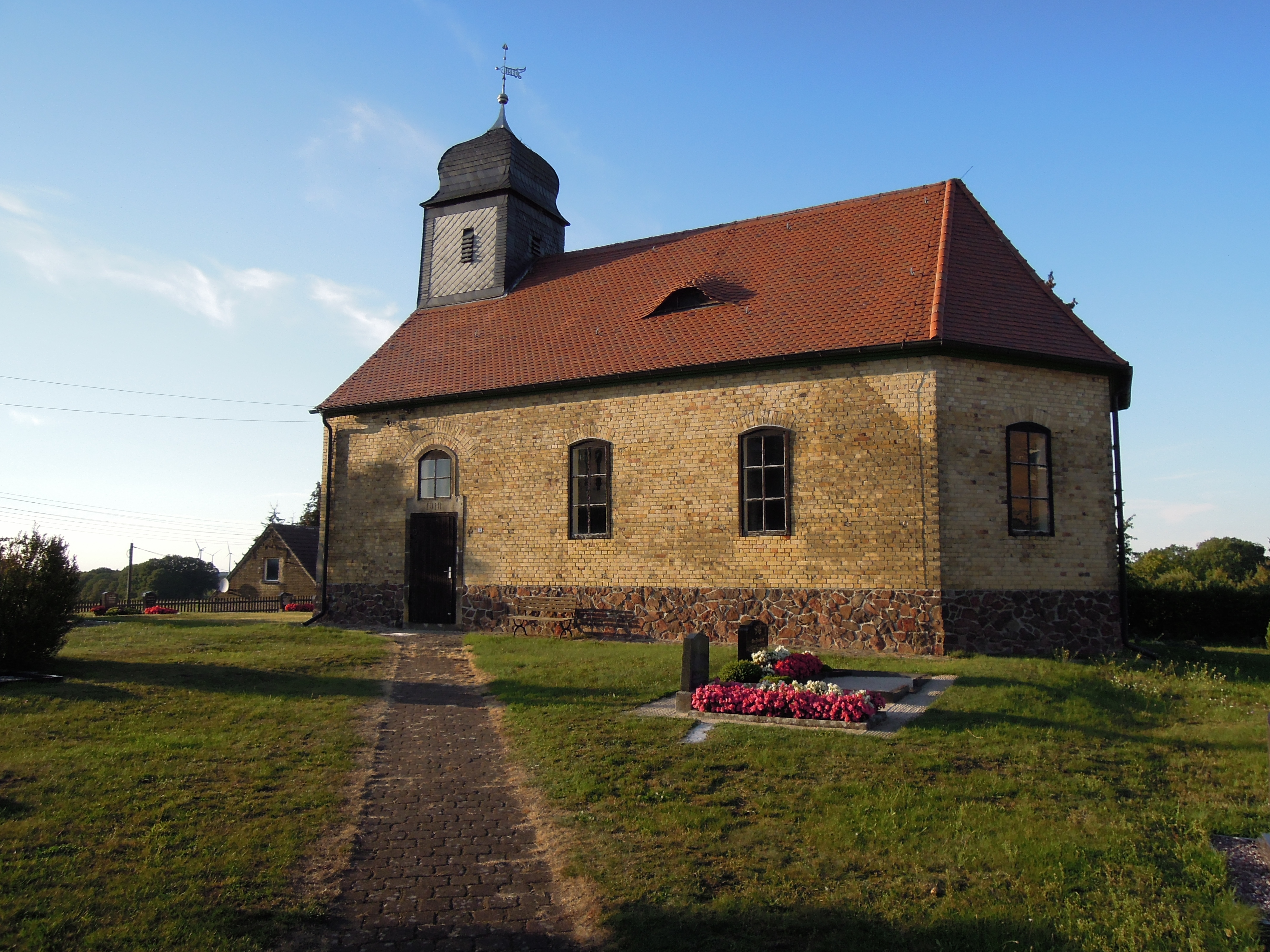
Dorfkirche Ende September 2020

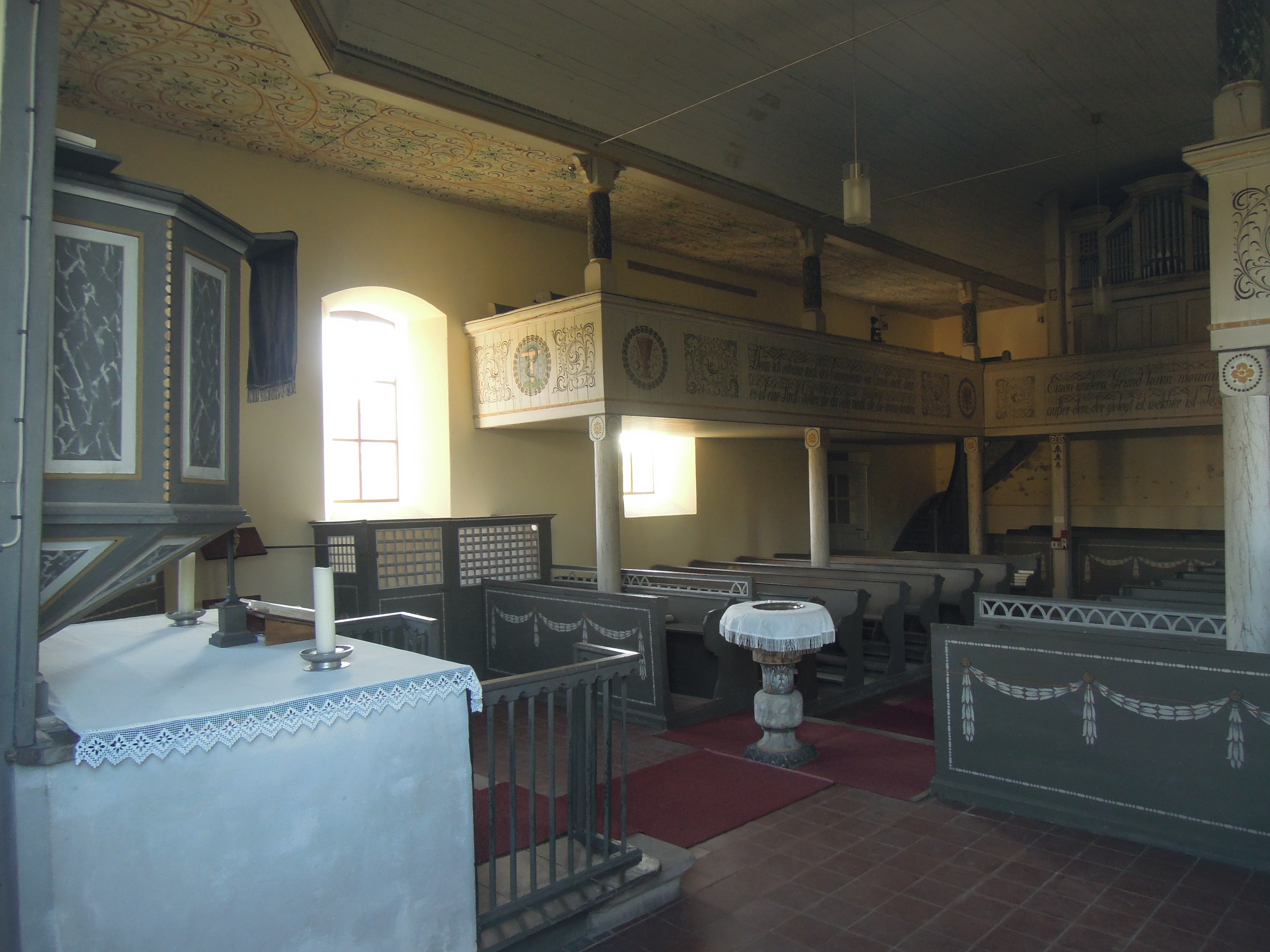
Innenansicht

Die unter Denkmalschutz stehende Dorfkirche Grabo befindet sich in Grabo, einem Ortsteil von Lutherstadt Wittenberg beziehungsweise Straach in Sachsen-Anhalt.

## Geschichte
1828 wurde die Kirche als Ersatz für einen abgebrannten Vorgängerbau neu errichtet. Ab 1910 folgte ein weiterer, fast vollständiger Neu- bzw. Wiederaufbau, der am 8. April 1912 eingeweiht wurde.

## Beschreibung
Der verputzte Backsteinbau hat einen dreiseitigen Ostschluss und einen westlichen Dachturm. Die Turmhaube wurde im Jahr 1980 erneuert. Die Innenausstattung stammt aus der Bauzeit der Kirche, vom Vorgängerbau ist lediglich ein Bruchstück einer Sandsteingrabplatte aus dem Jahr 1604 erhalten. Der Kanzelaltar, Taufstein sowie Orgelprospekt sind in klassizistischen Formen gehalten. Über der Raummitte befindet sich ein Muldengewölbe. Die Emporenkästen sind zur Saalmitte hin mit Serifenschrift verziert.
Die Orgel der Kirche ist ein zweimanualiges Werk mit acht Registern aus der Orgelbauanstalt von Wilhelm Rühlmann aus Zörbig. Nach derzeitigem Kenntnisstand wurde sie 1911 als 333. Werk der Firma erbaut und vermutlich mit dem Abschluss der Kirchbauarbeiten im April 1912 eingeweiht. Die Glocke wurde 1906 gegossen.

## Sonstiges
Der Sakralbau wird im Denkmalverzeichnis des Landes Sachsen-Anhalt unter der Nummer 094 35386 geführt.